# Блументаль, Иоганн Генрих
Иоганн Генрих Блументаль (нем. Johann Heinrich Blumenthal; 1734—1804) — российский врач и богослов; доктор медицины.

## Биография
Иоганн Генрих Блументаль родился 2 сентября 1734 года в городе Митаве в семье торговца и кондитера Фридриха Петера Блюменталя (нем. Friedrich Peter Blumenthal; ум. 1750) и его жены Йоханны Маргарет, урожденной Инкен (нем. Johanna Margaretha Ihnken).
С 1753 года Блументаль изучал богословие в Ростокском университете, затем, со следующего года посещал лекции в Университете Йены, после чего вернулся на родину и стал гувернёром. Чувствуя призвание к естественным наукам и медицине, Блументаль оставил Курляндию и отправился в 1770 году Лейденский университет где и занялся их глубоким изучением.
Покинув Лейден, И. Г. Блументаль продолжил образование в Парижском университете, затем слушал лекции в Лондонском и Оксфордском университетах. Получив необходимые знания он вновь вернулся в город Лейден и в 1773 году, после защиты диссертации на тему «De Ischuria hysterica hysterocystica», ему была присвоена учёная степень доктора медицины.
Затем доктор Блументаль снова приехал в Россию откуда вскоре отправился в Страсбург, где продолжил свои научные занятия. Вернувшись через год в Курляндию, он занялся частной практикой.
В «Русском биографическом словаре» А. А. Половцова с опорой на источник «Общий лексикон писателей и ученых провинций Ливония, Эстляндия и Курляндия» сказано следующее: «с 1790 г. был лейб-медиком герцога Петра Курляндского», однако автор статьи неверно перевёл написанное в источнике; у Рекке и Напиерского дословно сказано так: «Im J. 1775 wurde ihm die Stadtakkoucheur-Stelle in Leiden und 1790 die Stelle eines Leibarztes bey dem Herzoge Peter von Kurland angetragen; er nahm aber keine von beyden an» («В 1775 г. ему было предложено место городского акушера в Лейдене, а в 1790 — место лейб-медика при герцоге Петре Курляндском; но он не принял ни одно из двух»).
Блументаль скончался 12 (24) марта 1804 года в Газенпоте.
Его сын от третьего брака Адриан Иванович (Генрих Людвиг Иоахим) Блументаль также посвятил свою жизнь медицине.